# Яслище
Яслище (бел. Яслішча) — упразднённый посёлок в Чеботовичском сельсовете Буда-Кошелёвского района Гомельской области Белоруссии.
В связи с радиационным загрязнением после катастрофы на Чернобыльской АЭС жители переселены в чистые места.

## География

### Расположение
В 23 км на юго-запад от районного центра и железнодорожной станции Буда-Кошелёвская (на линии Жлобин — Гомель), 58 км от Гомеля.

### Гидрография
На севере река Зыбина (приток реки Крапивня).

## Транспортная сеть
Транспортные связи по просёлочной, затем автомобильной дороге Жлобин — Гомель. Застройка деревянная усадебного типа.

## История
Основан в начале 1920-х годов переселенцами с соседних деревень на бывших помещичьих землях. В 1929 году жители посёлка вступили в колхоз. В 1959 году входил в состав совхоза «Чеботовичи» (центр — деревня Чеботовичи).
15 апреля 2016 года посёлок Яслище упразднён.

## Население

### Численность
- 2010 год — жителей нет

### Динамика
- 1959 год — 59 жителей (согласно переписи)
- 1980-е — жители переселены